# Changtian (socken i Kina, Guizhou)
Changtian (kinesiska: 长田, 长田乡) är en socken i Kina. Den ligger i provinsen Guizhou, i den sydvästra delen av landet, omkring 160 kilometer sydväst om provinshuvudstaden Guiyang.